# Gloryhammer
Gloryhammer ist eine internationale Power-Metal-Band, die vom Keyboarder, Keytarist und Sänger der schottischen Folk-Metal-Band Alestorm Christopher Bowes gegründet wurde. Das erste Album Tales from the Kingdom of Fife wurde am 29. März 2013 durch Napalm Records veröffentlicht. Die Bandmitglieder verkörpern je eine Figur aus der zusammenhängenden Konzeptgeschichte, die mit jedem Album der Band weitererzählt wird.

## Geschichte
Gloryhammer entstand im Jahr 2009 als Projektidee während einer Tour der britischen Bands Alestorm und Sorcerer’s Spell. Nachdem die Suche nach einem geeigneten Sänger mehrere Jahre Zeit in Anspruch genommen hatte, wurde Christopher Bowes Mitte 2011 durch ein Internetvideo auf den Frontmann der Schweizer Heavy-Metal-Band Emerald, Thomas Winkler, aufmerksam. Nachdem dieser das Angebot aufgrund anderer Verpflichtungen zuerst ausschlug, entschloss er sich nach einer weiteren Anfrage von Bowes Ende desselben Jahres, der Band als permanenter Sänger beizutreten. Nachdem Gloryhammer sich im Frühjahr 2012 zu einem ersten Fototermin in London getroffen hatte, ging die Band Mitte 2012 das „LSD-Tonstudio“ von Produzent Lasse Lammert in Lübeck, der bereits für Alestorm gearbeitet hatte. Zu einem weiteren Treffen der Band kam es Anfang 2013 in Berlin, wo sie unter der Regie von Oliver Sommer (AVA Studios) ein Musikvideo zu ihrer ersten Single-Auskopplung Angus McFife aufnahm.
Am 29. März 2013 erschien das Debüt-Album unter dem Label Napalm Records, das den Titel Tales from the Kingdom of Fife trägt. Dieser bezieht sich auf den Inhalt der Liedtexte, die die Geschichte des (erfundenen) schottischen Kronprinzen Angus McFife erzählen. Gemäß Aussage des Bandgründers Christopher Bowes soll sich das Konzept über 21 Alben erstrecken. Gloryhammer spielte ihren ersten Festival-Auftritt auf der Hauptbühne des Metaldays Festival 2013. Seither hat die Band in Ländern rund um den Globus getourt, so etwa in Australien, den USA, England und Deutschland.
Am 25. September 2015 erschien unter dem Titel Space 1992: Rise of the Chaos Wizards das zweite Studioalbum, welches die Geschichte des Erstlingswerks tausend Jahre in die Zukunft ins Jahr 1992 trägt. Das Album stieg in mehreren Ländern die offiziellen Charts und verhalf der Band zu Touren mit Bands wie Stratovarius, Blind Guardian oder Hammerfall. Am 16. Mai 2017 wurde Gloryhammer vom deutschen Musikmagazin Metal Hammer als beste Band in der Kategorie „Up & Coming“ für die Metal Hammer Awards 2017 nominiert. Im Januar 2018 unternahm die Band eine Headliner-Tour durch Europa, welche aus 24 Shows mit elf ausverkauften Terminen bestand.
Am 18. Juli 2018 wurde Gloryhammer zum zweiten Mal in Folge vom Musikmagazin Metal Hammer als beste Band in der Kategorie „Up & Coming“ für die Metal Hammer Awards nominiert. Am 31. Mai 2019 veröffentlichte die Band mit Legends from Beyond the Galactic Terrorvortex ihr drittes Studioalbum, welches Platz sechs in den deutschen und Platz acht in den Schweizer Albumcharts erreichte und zudem in Österreich, Schottland und Belgien in die Albumcharts vorstiess. In Großbritannien stieg das Album auf Platz drei der nationalen Rock&Metal-Charts ein und in den USA platzierte sich Legends from Beyond the Galactic Terrorvortex auf Platz 2 der Billboard Heatseekers Charts.
Am 22. August 2021 kündigte die Band an, dass Thomas Winkler nicht länger ein Teil der Band sei. Wenige Tage nach der Ankündigung wandte sich eine ehemalige Partnerin des Bassisten James Cartwright an die Öffentlichkeit und warf Cartwright Missbrauch vor. Zudem wurden Screenshots aus einem privaten Chat der Musiker auf dem Microblogging-Dienst Twitter veröffentlicht, in denen diese eine abfällige, frauenfeindliche und rassistische Sprache verwenden. Einen Tag nach Bekanntwerden forderte der Musiker Vincent Jackson Jones, der mit Chris Bowes befreundet ist und in diversen musikalischen Nebenprojekten mit diesem zusammen aktiv ist, diesen auf, sich zu den Anschuldigungen zu äußern. Gleichzeitig teilte Jones mit, die Zusammenarbeit mit Bowes für die nächste Zeit einzustellen.
Am 30. November 2021 teilte die Band über ihren Facebook-Account mit, dass die Band einen neuen Sänger gefunden habe. Hierbei handelt es sich um den Zyprer Sozos Michael. Dieser war in der Vergangenheit unter anderem Sänger bei den Bands Planeswalker, Eons Enthroned sowie Helion Prime.
Am 4. Juli 2022 stellte Winkler über das gemeinsame Label Napalm Records seine neue Band Angus McSix vor, welche die Story seines bisherigen Charakters Angus McFife weiterführt.
Am 2. Juni 2023 veröffentlichte die Band ihr viertes Studioalbum Return to the Kingdom of Fife.
Am 29. November 2024 veröffentlichte Gloryhammer ihre neue Single He Has Returned, eine eigenständige EP, auf der auch zwei Neuinterpretationen älterer Lieder enthalten sind.

## Musikstil

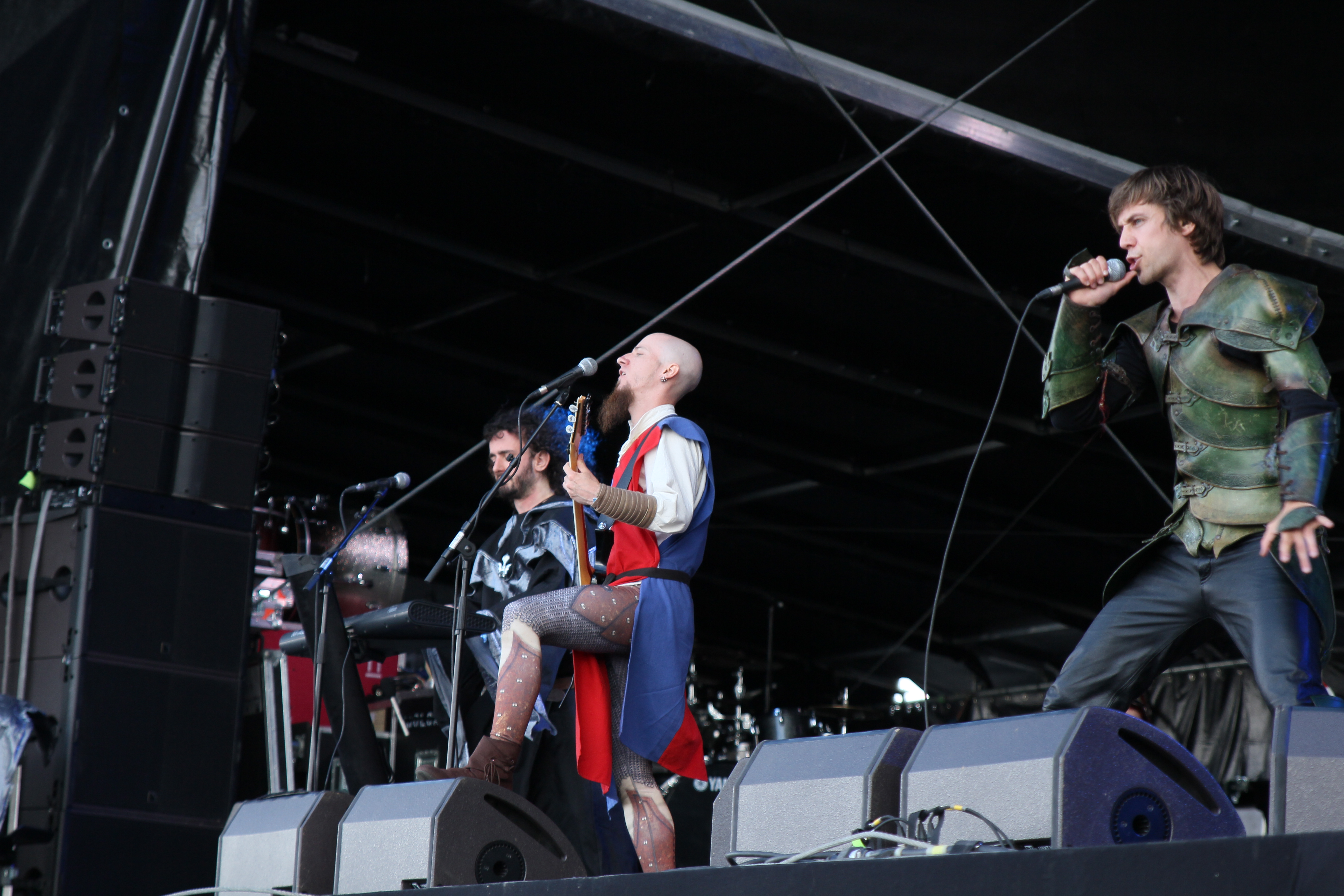
Gloryhammer im Jahr 2014

Der Stil von Gloryhammer ist durch den Power Metal der späten 1990er Jahre beeinflusst, wobei sich die Band etwa an den frühen Werken von Rhapsody orientiert. Andere sehen in ihrer Musik Parallelen zu Blind Guardian und Dragonforce. Der Gesang ist kräftig, facettenreich und klar und wird von verschiedenen Rezensenten als wegweisend für das Genre bezeichnet. Der Aufbau der Songs hat meist klassische Strophenform.
Die Konzeptalben der Band folgen dem gleichen Aufbau: Sie werden mit einem kurzen Instrumentalstück (ggf. mit Erzählerstimme im Hintergrund) eingeleitet und enden mit einem epischen Longsong. Das längste Stück der Band ist The Fires of Ancient Cosmic Destiny mit einer Spielzeit von 12 Minuten und 33 Sekunden.
Zahlreiche Song-Titel und Lyrics sind an Werke der Band Bal-Sagoth angelehnt.

## Charaktere
Ein Gimmick der Band ist, dass jeder der Musiker während den Live-Shows und in den Musikvideos einen Charakter aus der Konzeptgeschichte, die in den Alben erzählt wird, verkörpert.
| Character    | Bandmitglied                       | ehemalige Bandmitglieder       |
| ------------ | ---------------------------------- | ------------------------------ |
| Angus McFife | Sozos Michael                      | Thomas Winkler (2011 bis 2021) |
| Ralathor     | Ben Turk                           |                                |
| Proletius    | Paul Templing                      |                                |
| Der Hootsman | James Cartwright                   |                                |
| Zargothrax   | (Christopher Bowes)/Michael Barber |                                |

## Diskografie

### Studioalben
| Jahr | Titel Musiklabel                                             | Höchstplatzierung, Gesamtwochen, AuszeichnungChartplatzierungen (Jahr, Titel, Musiklabel, Platzierungen, Wochen, Auszeichnungen, Anmerkungen) | Höchstplatzierung, Gesamtwochen, AuszeichnungChartplatzierungen (Jahr, Titel, Musiklabel, Platzierungen, Wochen, Auszeichnungen, Anmerkungen) | Höchstplatzierung, Gesamtwochen, AuszeichnungChartplatzierungen (Jahr, Titel, Musiklabel, Platzierungen, Wochen, Auszeichnungen, Anmerkungen) | Anmerkungen                              |
| Jahr | Titel Musiklabel                                             | DE | AT | CH | Anmerkungen                              |
| ---- | ------------------------------------------------------------ | --- | --- | --- | ---------------------------------------- |
| 2013 | Tales from the Kingdom of Fife Napalm Records                | — | — | — | Erstveröffentlichung: 29. März 2013      |
| 2015 | Space 1992: Rise of the Chaos Wizards Napalm Records         | DE53 (1 Wo.)DE | — | CH64 (1 Wo.)CH | Erstveröffentlichung: 25. September 2015 |
| 2019 | Legends from Beyond the Galactic Terrorvortex Napalm Records | DE6 (2 Wo.)DE | AT16 (1 Wo.)AT | CH8 (1 Wo.)CH | Erstveröffentlichung: 31. Mai 2019       |
| 2023 | Return to the Kingdom of Fife Napalm Records                 | DE25 (1 Wo.)DE | AT63 (1 Wo.)AT | — | Erstveröffentlichung: 2. Juni 2023       |

### Musikvideos
- 2013: Angus McFife
- 2015: Universe on Fireĺ
- 2015: Rise of the Chaos Wizards
- 2019: Gloryhammer
- 2019: The Siege of Dunkeld
- 2019: Hootsforce
- 2019: Masters of the Galaxy
- 2019: The Land of Unicorns
- 2022: Fly Away
- 2023: Keeper of the Celestial Flame of Abernathy
- 2023: Holy Flaming Hammer of Unholy Cosmic Frost
- 2023: Wasteland Warrior Hoots Patrol
- 2024: He has returned

## Galerie

Gloryhammer, Line-Up beim Rockharz Open Air 2018
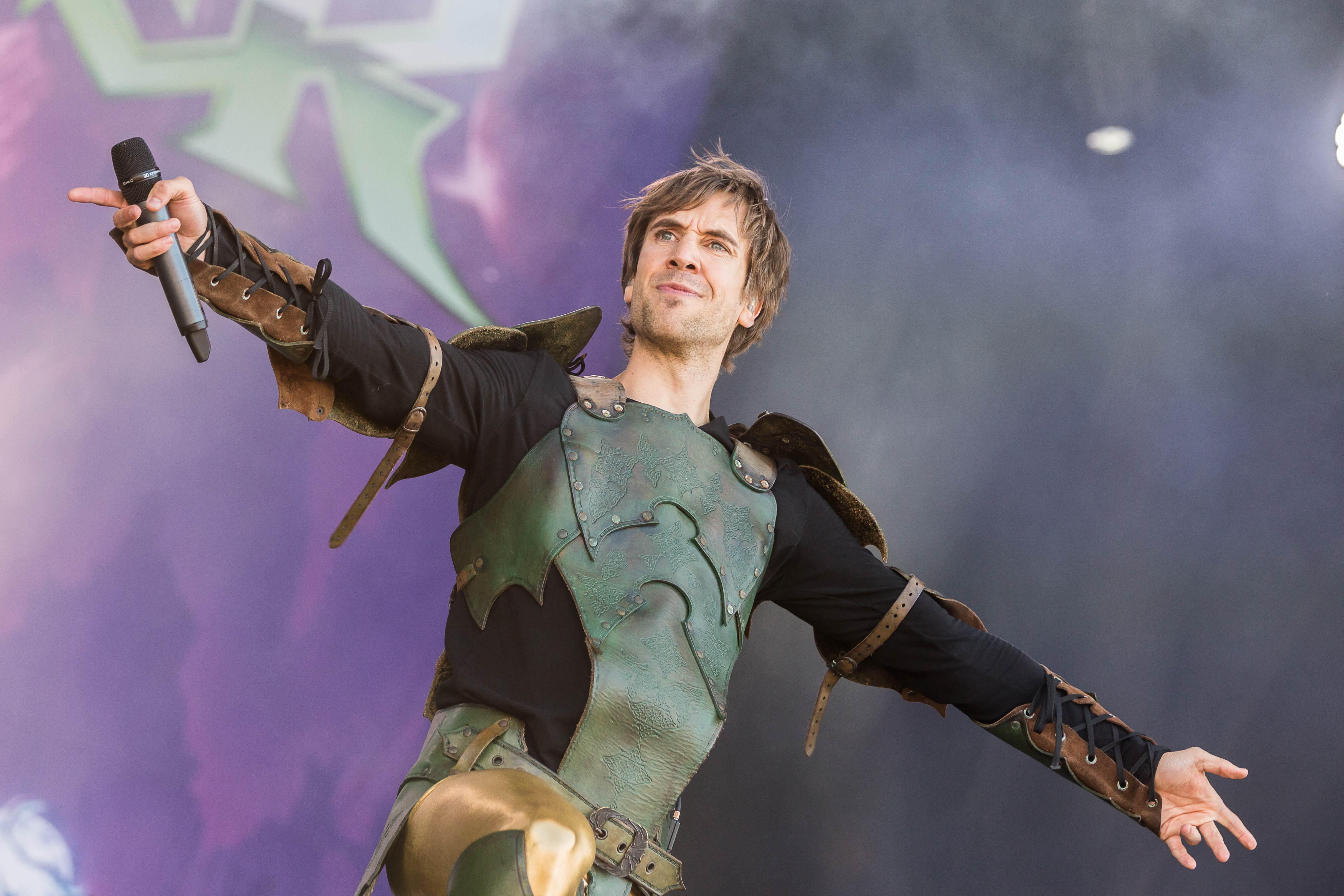
Sänger Thomas Winkler „Angus McFife“
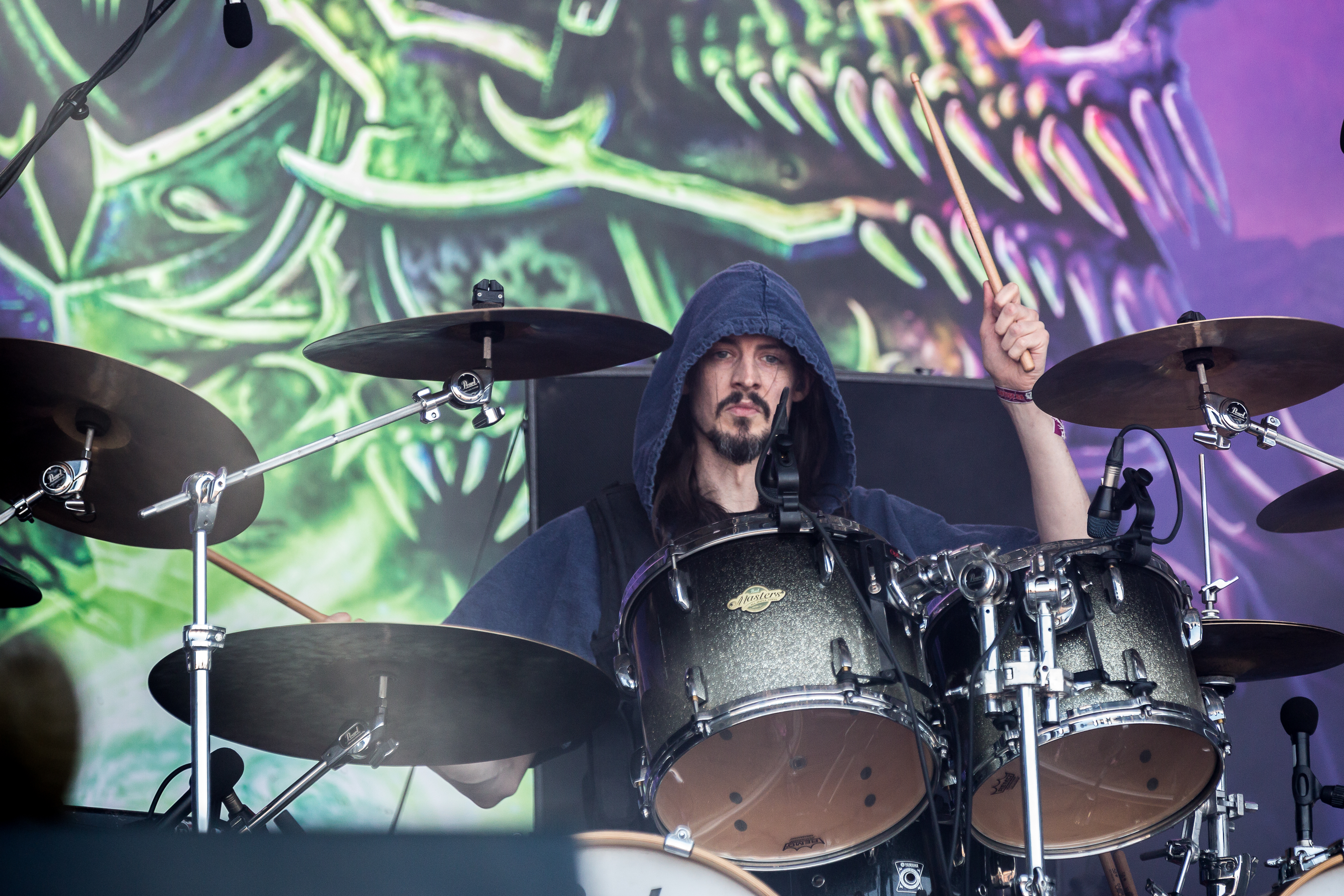
Schlagzeuger Ben Turk „Ralathor“
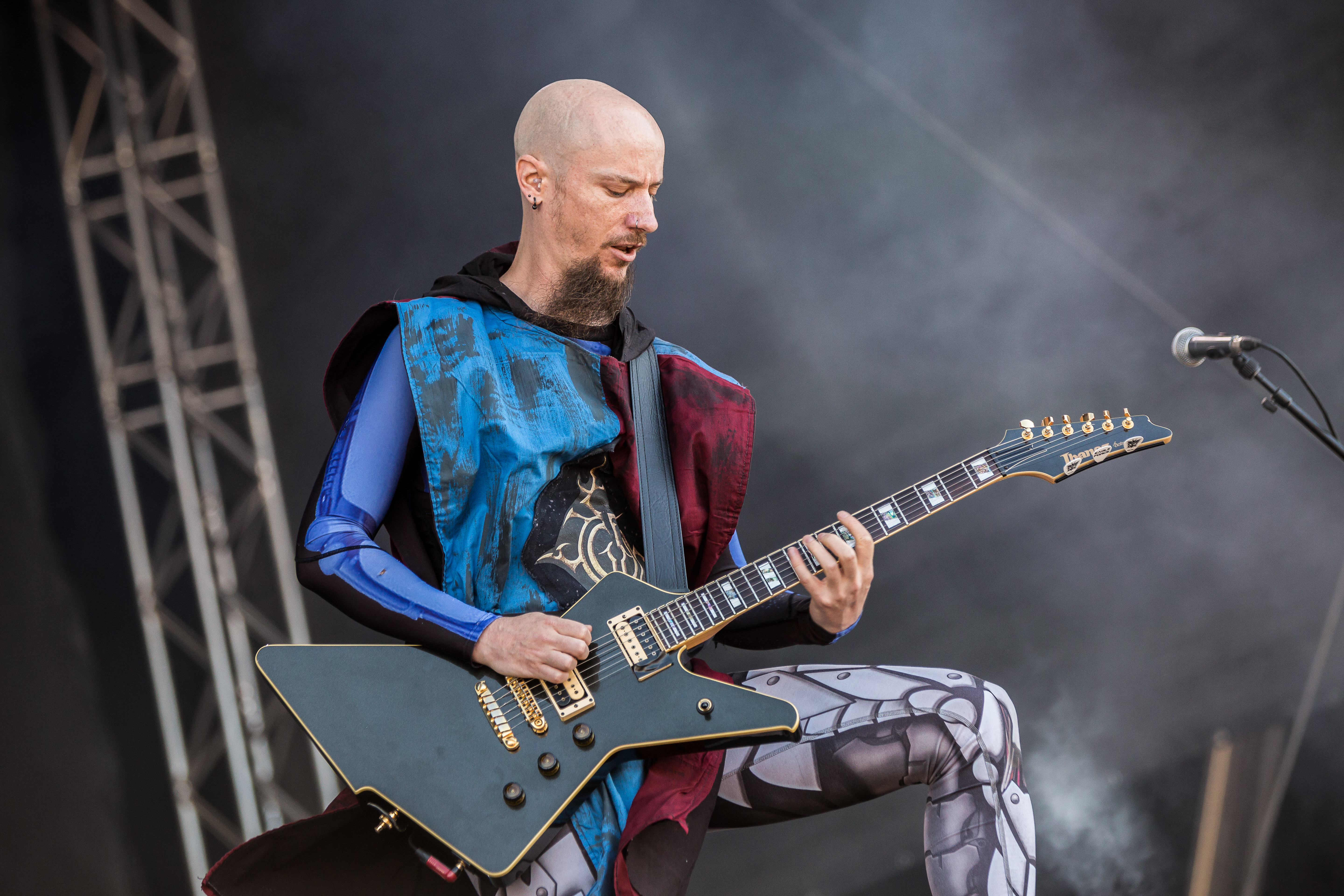
Gitarrist Paul Templing „Grandmaster Proletius“
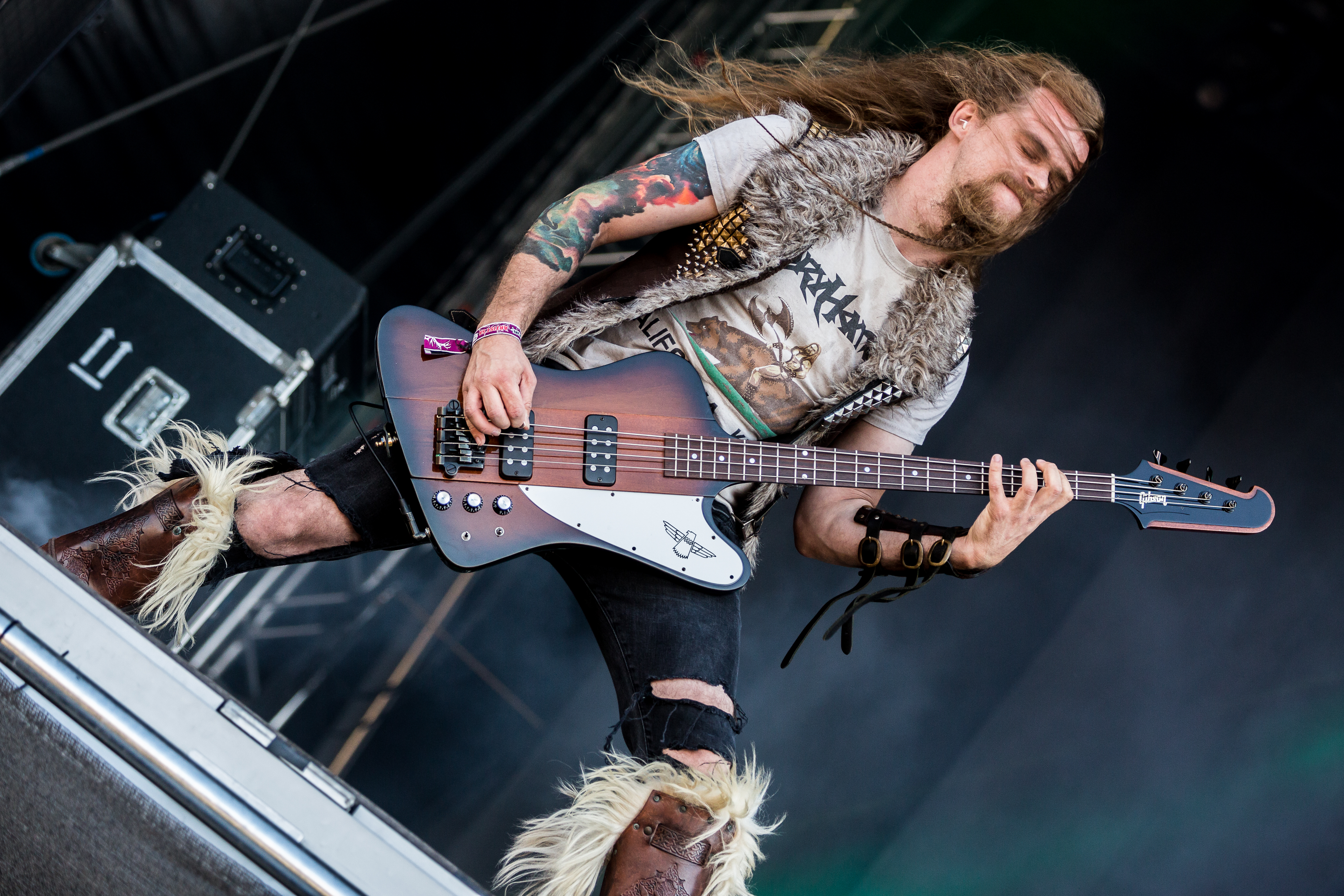
Bassist James Cartwright „The Hootsman / King of California“

## Trivia
- Die Figur des Hollywood Hootsman ist an Arnold Schwarzenegger angelehnt.
- Bei Live-Auftritten der Band wird häufig das Tom-Jones-Lied Delilah als Intro gespielt. Dabei steht manchmal auch noch eine Tom-Jones-Pappaufstellerfigur auf der Bühne.[18][19]
- Christopher Bowes hat einen Gastauftritt im Lied King of Cups aus dem Album Tarot von Æther Realm.[20]